# Kanabród
Kanabród – wieś w Polsce położona w województwie mazowieckim, w powiecie sokołowskim, w gminie Repki. Ma status sołectwa.
| SIMC    | Nazwa                | Rodzaj    |
| ------- | -------------------- | --------- |
| 0684949 | Kolonie Kanabrodzkie | część wsi |

W latach 1975–1998 miejscowość administracyjnie należała do województwa siedleckiego.
Wierni Kościoła rzymskokatolickiego należą do parafii św. Stanisława w Skrzeszewie.